# Литта, Джулио Ренато
Граф Джу́лио Рена́то Ли́тта-Виско́нти-Аре́зе, известный в России как Ю́лий Помпе́евич Ли́тта (итал. Giulio Renato de Litta Visconti Arese; 12 апреля 1763, Милан — 24 января (5 февраля) 1839, Санкт-Петербург) — государственный деятель, обер-камергер, первый шеф Кавалергардского полка, вице-адмирал Российского императорского флота. Самый высокопоставленный придворный чиновник Российской империи с 1826 по 1839 год. Брат кардинала Лоренцо Литта и великого камергера Наполеона герцога Антонио Литта.

## Биография

### Происхождение и ранние годы
Джулио Ренато родился в 1763 году в Милане, в семье Литта, принадлежащий к миланской аристократии. Отец, итальянский дворянин, Помпео Литта (1727—1797), служивший в австрийской армии в качестве генерального комиссара, отдал своего младшего сына в иезуитскую коллегию св. Климента, где юноша сразу же продемонстрировал удивительные способности к гуманитарным дисциплинам: литературе, истории, философии. В 17 лет он вступил в орден Леванта и Пелопоннеса. Воспитанник иезуитов оказался прирождённым моряком, и вскоре Литту сделали командором, доверив ему одну из четырёх галер Мальтийского ордена («La Magistrate»).
В 1787 году великий магистр Роган решил устроить для Литты своеобразное испытание, послав его в Италию инспектировать орденские владения, принадлежавшие великому приорству Ломбардскому. Кроме финансовой эта миссия имела и дипломатическую подоплёку: Россия и Орден сближались на почве совместной борьбы с турками, чему мешали тогдашние союзники Порты — французы. Магистр Роган не видел выгоды в ссоре с Францией, и все переговоры велись на нейтральной итальянской территории. Братья-рыцари предоставили русским имевшиеся лоции Средиземного моря и даже согласились обеспечить кадрами. Когда Екатерина II обратилась к Рогану с просьбой прислать ей «сведущего в морском деле человека», де Роган уверенно рекомендовал Литту как офицера, снискавшего себе «славу и всеобщее уважение».
Граф Литта, как сообщал в письме к Екатерине II её поверенный на Мальте капитан Псаро, «с жаром ухватился за этот случай отличиться». Кроме того, в Россию графа влекли, вероятно, и романтические чувства — в ту пору он был увлечён графиней Екатериной Васильевной Скавронской (урождённой Энгельгардт), вдовой российского посланника в Неаполитанском королевстве.

### Победы и поражения
В начале января 1789 года Джулио прибыл в Санкт-Петербург, а через два месяца последовал указ о принятии «мальтийского кавалера и тамошнего флота капитан-командира Джулио Литты на русскую службу с чином капитана 1-го ранга, с пожалованием капитаном генерал-майорского ранга». Столь высокий чин достался ему в значительной степени авансом. Отчасти это объяснялось стремлением Екатерины укрепить наметившийся союз с орденом, отчасти тем, что сам Литта смог привлечь внимание государыни и произвести нужное впечатление на петербургское общество. Как писали мемуаристы, «его богатырский рост, мужественная осанка и привлекательная, многообещающая физиономия сразу склоняли всех в его пользу».
Литта горел желанием оправдать оказанное доверие. Балтийский флот готовился покинуть Кронштадт и, обогнув Западную Европу, войти в Средиземное море, чтобы «устроить туркам новую Чесму». Литта целыми днями учил матросов и офицеров, руководил ремонтом судов и снабжением, решал организационные вопросы. Но поход отменили, и Балтийскому флоту пришлось воевать с другим противником — шведами. Литта стал фактическим заместителем командующего галерным флотом принца Нассау-Зигена и вместе с ним прославился победой в первой битве при Роченсальме (1789), за которую получил орден св. Георгия 3-й степени.
В Роченсальмском сражении русский галерный флот, одним из отрядов которого командовал Литта, одержал блестящую победу. Перед русским командованием стояла задача нанести удар по шхерному флоту шведов, активно содействовавшему сухопутным войскам Финляндии. Русская гребная флотилия подошла к Роченсальмскому рейду накануне. Утром 13 августа отряд из 20 русских судов вступил с противником и неравный бой, в ходе которого было потоплено 33 и захвачено в плен 9 шведских судов. Шведам пришлось оставить Роченсальмский рейд; русская армия перешла в наступление и отбросила неприятеля за реку Кюмень. Однако за первым Роченсальмским сражением последовало второе, и здесь удача оказалась на стороне неприятеля (1790). Войну, которую Россия уже почти выиграла, пришлось закончить на условиях статус-кво, а полководческая репутация Литты и Нассау-Зигена оказалась подмоченной.
Деликатная Екатерина пыталась утешить того и другого, но, когда они подали в отставку, особо удерживать их не стала. В 1792 году Литта вернулся в Италию и некоторое время жил в Риме у своего брата Лоренцо, который к тому времени стал одним из приближённых Папы Римского.

### Возвращение в Россию
В 1794 году Юлий Помпеевич (как его звали в России) во второй раз приехал в Санкт-Петербург, на сей раз в качестве полномочного министра (посланника) Мальтийского ордена. Стоявшая перед ним задача заключалась в том, чтобы разрешить тянувшийся ещё с XVII века спор об острожском наследстве. Речь шла об одном из приорств, оставленном ордену польским князем Острожским, на доходы которого претендовали крупные польские феодалы. С тех пор, как Речь Посполитая исчезла с карты Европы (1795), судьба «наследства» зависела от воли Екатерины, но она вовсе не торопилась с ответом. Большие изменения произошли с восшествием на престол её сына Павла I, который с детства был поклонником мальтийских рыцарей. Зная об этом, Литта решил воспользоваться ситуацией и устроил своеобразную театральную постановку. Ноябрьским утром 1796 года в ворота Гатчинского дворца въехали запыленные кареты (в ноябре месяце пыль выглядела совсем неуместно). Весь антураж, в сущности, должен был играть роль фона для заготовленной речи Литты, которую граф тут же начал декламировать перед императором: «Странствуя по Аравийской пустыне и увидя замок, мы узнали, кто тут живёт…»
Всё это произвело на Павла I большое впечатление. Император вернул Ордену доходы с Острожского приорства, даже увеличив их в 2,5 раза (до 300 тысяч злотых), выпустил особую конвенцию об учреждении Российского великого приорства из десяти командорств, которые «исключительно могли быть даруемы русским поданным». И, наконец, в ноябре 1798 года, уже после захвата Мальты французами, Павел I стал магистром Мальтийского ордена, а сам остров провозгласил «губерниею Российской империи».

### Личные отношения

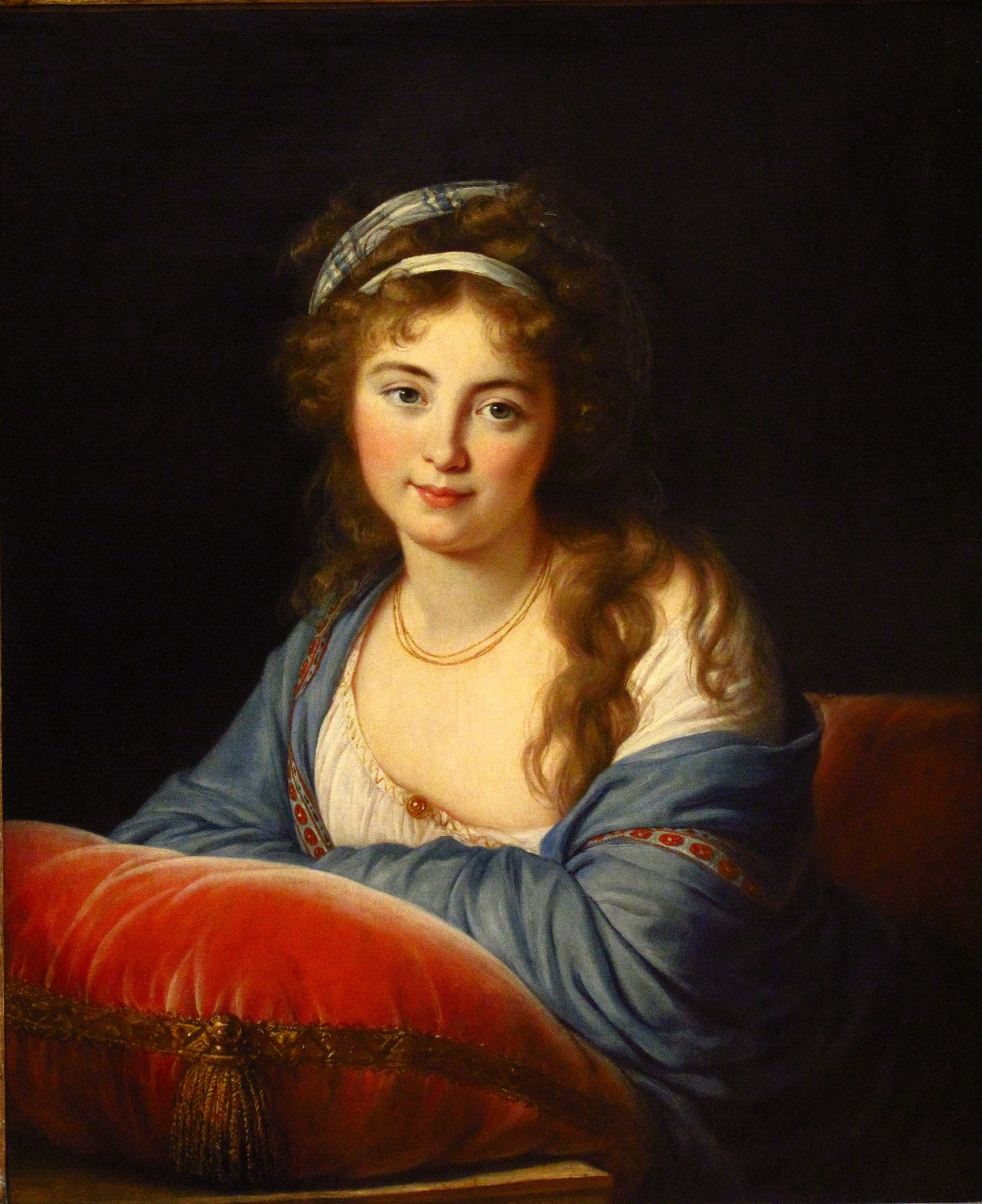
Портрет графини Екатерины Скавронской 1790, Э.Виже-Лебрен

Любовная история Юлия Помпеевича имела счастливое завершение — ему удалось покорить сердце Екатерины Скавронской (ок. 1761—1829). По личной просьбе Павла I, Папа Пий VI снял с графа обет безбрачия, который Литта давал при вступлении в Орден, и женился на той, которая, по словам современников, была «прекрасна собою» и имела «добрую душу и чувствительное сердце». Помимо всего прочего, Екатерина Скавронская владела огромнейшим состоянием. «Юлий Помпеевич оказался прекрасным хозяином и умело управлял обширными имениями жены», — утверждают современники. Он заботился о своих 500 крепостных, а в неурожайные годы безвозмездно снабжал крестьян зерном, строил им избы и заводил фабрики, чтобы дать беднякам возможность дополнительного заработка.
Законных наследников Литта не имел. Что же касается незаконнорождённых детей, у него были дочь и сын от некой француженки. Сын внешне напоминал отца и под псевдонимом Аттил (Литта, если читать направо) сделал театральную карьеру. Кроме того у Литты был роман с падчерицей, дочерью Е. В. Скавронской, графиней фон Пален, и окружающие утверждали, что сходство её дочери Юлии и Юлия Помпеевича несомненно.

### На вершине
Чтобы продемонстрировать свою преданность Павлу I, Литта принял русское подданство и был тут же осыпан наградами. Государь пожаловал ему одно из десяти командорств (приносившее 10 тысяч рублей дохода) и присвоил ему графский титул. Теперь Юлий Помпеевич стал дважды графом — российским и итальянским. И дважды командором, поскольку одно командорство у него уже имелось на далёкой Сицилии. Кроме того, Павел I создал новый гвардейский Кавалергардский полк, которому отводилось роль личной охраны великого магистра, и первым шефом этого полка стал Юлий Литта.
Активное влияние Литты на российского императора натолкнуло Павла I на замысел объединить все военные и духовные силы Европы для «крестового похода» против революционной Франции. Впрочем, мечты Павла I простирались ещё дальше: он уже видел себя объединителем двух церквей — католической и православной — и даже подумывал о том, чтобы занять место Папы Римского. Император понимал, что в реализации этого великого плана ему могут помочь братья Литты — Юлий и его старший брат Лоренцо (представитель Папы Римского в Санкт-Петербурге, поэтому в конце 1798 — начале 1799 года они становятся чуть ли не самыми приближенными к Павлу I лицами.

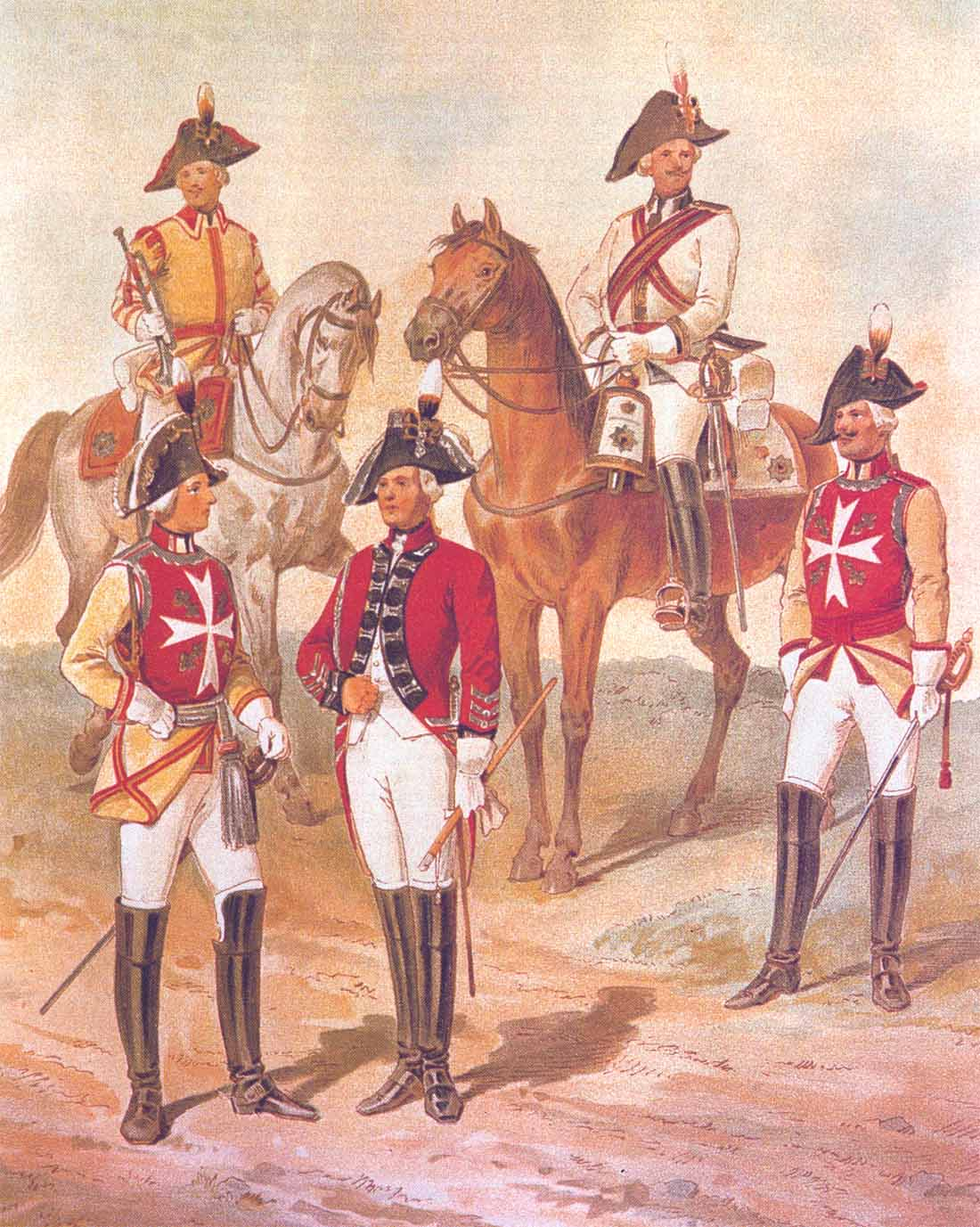
Гвардейцы магистра Ордена Иоанна Иерусалимского Во главе созданного Павлом Кавалеградского полка стоял Ю. П. Литта

Замысел императора был слишком необычным, а дальнейший ход событий в Европе сделал его попросту невыполнимым: англичане отбили Мальту у французов, но не проявили никакого желания уступать остров России. Так идея «крестового похода» оказалась похороненной. Одновременно в Петербурге активизировалась такие русские сановники, как Ростопчин, которых тревожило слишком большое влияние братьев Литта на государя. Из-за интриг Ростопчина в марте 1799 года старшего брата удалили от двора, а младшего уволили со службы и выслали в принадлежащую ему деревню. И несмотря на то, что, сменив гнев на милость, император в сентябре вызвал Литту обратно в Петербург, ситуация при дворе и в мире изменилась настолько, что он не стал пытаться дважды войти в одну и ту же реку.
Дальнейшие события подтвердили, что граф верно оценил ситуацию. Павел I погиб от рук заговорщиков, а сменивший его император Александр I хотя и принял титул протектора (покровителя) иоаннитов, делами рыцарей совершенно не интересовался. В 1817 году деятельность ордена на территории России была свёрнута. Фактически это означало крушение всех замыслов Юлия Помпеевича, но он, кажется, уже считал подобный оборот событий неизбежным. Однако карьера его на этом не завершилась — он был пожалован в 1810 году в обер-шенки и в том же году обер-гофмейстером и главноначальствующим над гоф-интендантской конторой, с 1811 года заседал в Государственном совете, причем любил подавать записки, где выражал своё особое мнением по разным вопросам, и прослыл большим оригиналом.
Литта находился в Петербурге при вступлении на престол Николая I и участвовал в Чрезвычайном собрании Государственного совета 27 ноября, где Николай Павлович настоял на принесении присяги Константину Павловичу. Когда, по прочтении всех бумаг, великий князь повторил перед членами отказ от престола и снова потребовал присяги своему брату, тогда председательствовавший в департаменте экономии граф Литта сказал ему: «Следуя воле покойного императора, мы, не присягнувшие Константину Павловичу, признаем нашим государем Вас, поэтому Вы одни можете нами повелевать, и если решимость Ваша непреложна, мы должны ей повиноваться: ведите же нас сами к присяге». При Николае I Литта получил орден Св. Андрея Первозванного и в 1826 году был назначен обер-камергером.
Был председателем Комиссии для построения Исаакиевского собора (1832—1839), председателем Попечительского совета заведений общественного призрения в Санкт-Петербурге (1834—1839).

### Смерть
Скончался Юлий Помпеевич в Санкт-Петербурге «от внутреннего воспаления», в своём доме на Миллионной улице, 7, где прожил около 40 лет. Отпевание состоялось в церкви Иоанна Крестителя в Царском Селе, в которой он и был похоронен. На церемонии отпевания присутствовал император Николай I. В 1938 году здание церкви было переоборудовано под физкультурный зал и прах Литты был перезахоронен на Казанском кладбище.
Согласно завещанию Литты, всё его состояние было разделено между графиней Юлией Самойловой, двумя незаконными детьми и различными благотворительными учреждениями. Литта не любил роскоши и никогда не пускал денег «по ветру», поэтому об истинном размере состояния остаётся лишь догадываться. Предположения на этот счёт выдвигаются самые разнообразные.

## Награды
- Орден Святого Георгия 3-й степени за отличие в Первом Роченсальмском сражении (22.08.1789)
- Золотая шпага с надписью «За храбрость» (22.08.1789)
- Золотая шпага с надписью «За храбрость», украшенная алмазами (08.09.1790)
- Орден Святого Александра Невского (29.11.1797)
- Орден Святого Иоанна Иерусалимского, большой командорский крест (29.11.1798)
- Орден Святой Анны 1-й степени (22.08.1826)
- Орден Святого Андрея Первозванного (22.08.1826)
- Орден Святого Владимира 1-й степени (24.04.1832)

Иностранные:
- Польский орден Белого орла (07.02.1793)
- Польский орден Святого Станислава (07.02.1793)